# Rezerwat przyrody Bielawa
Rezerwat przyrody Bielawa – rezerwat torfowiskowy na Wybrzeżu Słowińskim, na obszarze Bielawskiego Błota. Granice rezerwatu obejmują grunty trzech gmin: wiejskiej Puck, Władysławowo i Krokowa. Pierwszy rezerwat o tej nazwie utworzono w 1999 r. na powierzchni 680,2 ha. Następnie w 2005 r. granicą rezerwatu przyrody Bielawa objęto powierzchnię 721,41 ha dotychczas należących do trzech rezerwatów: Bielawa, Moroszka Bielawskiego Błota i Woskownica Bielawskiego Błota, tworząc tym samym jeden spójny, wielkoobszarowy rezerwat przyrody.
Celem ochrony rezerwatu jest zachowanie torfowiska wysokiego typu bałtyckiego z charakterystyczną roślinnością, stanowiącego ostoję ptactwa wodno-błotnego. Rodzaj rezerwatu określono jako torfowiskowy, typ torfowiskowy, podtyp torfowisk wysokich (ze względu na główny typ ekosystemu), typ biocenotyczny, podtyp biocenoz naturalnych i półnaturalnych (ze względu na dominujący przedmiot ochrony).
Obszar rezerwatu jest jednym z głównych w regionie miejsc sezonowych koncentracji żurawi, jednym z dwóch znanych w Polsce miejsc lęgowych łęczaka, żerowiskiem dla uszatki błotnej, błotniaka łąkowego, orła przedniego i innych ptaków szponiastych, jest ważnym miejscem odpoczynku ptaków migrujących na trasie ich przelotów. Powierzchnia torfowiska jest stanowiskiem zagrożonych i ginących gatunków takich, jak wełnianeczka darniowa, malina moroszka i woskownica europejska. A przede wszystkim rezerwat obejmuje ochroną jedno z największych zachowanych w Polsce torfowisk wysokich typu bałtyckiego, które pomimo wieloletniej eksploatacji na skalę przemysłową, zachowało liczne walory przyrodnicze i krajobrazowe. Obecnie w granicach rezerwatu prowadzi się prace renaturalizacyjne. Wykonuje się zakrojone na szeroką skalę zabiegi czynnej ochrony przyrody, których celem jest odwrócenie uruchomionych przez człowieka procesów degradacji i przywrócenie procesów torfotwórczych na możliwie największej powierzchni torfowiska.
Nadzór nad rezerwatem sprawuje Regionalna Dyrekcja Ochrony Środowiska w Gdańsku.
Rezerwat Bielawa znajduje się w granicach dwóch ostoi Natura 2000: PLB220010 „Bielawskie Błota” i PLH220063 Bielawa i Bory Bażynowe, a także w granicach Nadmorskiego Obszaru Chronionego Krajobrazu i otuliny Nadmorskiego Parku Krajobrazowego.
Najbliższe miejscowości to Ostrowo, Czarny Młyn, Kaczyniec, Sławoszyno i Sławoszynko.